# Прокопенко, Ольга Владимировна
Прокопенко, Ольга Владимировна — доктор экономических наук, профессор.
Родилась 4 мая 1974 г. в городе Сумы. Педагогическую деятельность начала в 1998 г. в Сумском государственном университете (Сумгу) на должности ассистента кафедры экономики.
Ученые степени, звания:
— Кандидат экономических наук с 2001 г.
— Ученое звание доцента кафедры маркетинга присвоено в 2004 г.
— Доктор экономических наук с 2009 г.
— Ученое звание профессора кафедры экономической теории присвоено в 2010 г.
Должности:
— декан факультета экономики и менеджмента Сумского государственного университета (2010—2016),
— заведующий кафедрой экономической теории Сумского государственного университета (с 2009 г.),
— профессор Высшей школы экономико-гуманитарной (н. Бельско-Бяла, Польша) (с 2013 г.).
Публикации: более 300 печатных работ.
Подготовка научных кадров: под её руководством защищена 1 диссертация доктора наук и 9 диссертаций кандидатов наук.

## Награды
Лауреат Гранта Президента Украины (2007 г.);
дважды лауреат стипендии Кабинета Министров Украины (2005—2007 гг., 2008—2010 гг.);
золотая медаль и сертификат заслуженного профессора Высшей школы экономико-гуманитарной (2014 г.).

## Членство в профессиональных организациях
Прокопенко А. В. входит в состав специализированного совета по защите диссертаций на соискание ученой степени доктора экономических наук по специальности 08.00.04, 08.00.06 при Сумском государственном университете; основатель и член Международной ассоциации устойчивого развития (н. Варна, Болгария).

## Работа в редколлегиях научных журналов
Главный редактор Международного электронного журнала «Управление экономическими процессами» (Украина),
заместитель главного редактора журнала «Маркетинг и менеджмент инноваций» (Украина);
член редколлегии научных журналов, среди которых международные журналы:
«Механизм регулирования экономики» (Украина),
«Устойчивое развитие» (Болгария),
«Политические преференции» (Польша),
а также журналы:
"Вестник Гродненского государственного университета имени Янки Купалы. Серия «Экономика» (Беларусь),
"Вестник СумДУ. Серия «Экономика» (Украина),
«Предпринимательство» (Болгария),
"Вестник Московского государственного областного университета. Серия «Экономика» (Россия),
«Энергосбережения. Энергетика. Энергоаудит» (Украина).